# Tapis
Ploča za crtanje (engl. Tracing board) ili tapis (fran. tapis, prijevod tepih) predstavlja prikaz simbola u slobodnom zidarstvu. U Engleskoj i Francuskoj, ovaj je prikaz izvorno bio nacrtan na podu kredom ili ugljenom i brisan na kraju rada. Kasnije se počeo oslikavati na pokretnim podlogama, poput platna ili drvenih ploča, zbog čega je u kontinentalnoj Europi dobio naziv "ložinski tapis". Grafička kompozicija, koja se može shvatiti kao simbolički plan, organizirana je prema prostornoj logici specifičnoj za masonske obrede.
Proizašao iz spekulativne tradicije obreda prve Velike lože Engleske, tapis ostaje ključni simbolički element mnogih masonskih loža. Koristi se u tradicionalnom obliku kako bi prikazao simbole specifične za stupanj, ceremoniju inicijacije ili mitske prizore koji ilustriraju simboliku tog stupnja. Kao obrazovni alat, tepih potiče intelektualnu refleksiju i rad na pamćenju, prilagođavajući se različitim povijesnim razdobljima i kulturnim kontekstima.
Prema Branku Šömenu, u Hrvatskoj se danas koristi naziv tapis i to je središte i slika loža koja leži u sredini hrama.

## Povijest i razvoj
Tapis se smatra simbolom i najkarakterističnijim "oruđem" tzv. obreda "Modernih", koji potječu iz prve Velike lože Engleske, poput Francuskog obreda. Njegova uporaba potvrđena je u najstarijim zapisnicima masonskih loža u Engleskoj između 1738. i 1787. godine, kao i u tekstu Tri različita udarca iz 1760. godine. U tom tekstu stoji: "Plan je nacrtan na podu od istoka prema zapadu, starješina stoji na istoku s kutnikom na ovratniku [...] ova je slika uglavnom izrađena od krede i ugljena...". Dok je najranija praksa uključivala crtanje simbola na podu i njihovo brisanje nakon ceremonije, ubrzo se razvila tradicija izrade "trajnih ploča". Već 1736. godine u Engleskoj zabilježen je najraniji primjer oslikanog platna koje prikazuje "različite oblike masonske lože".

### Crteži na podovima
U 18. stoljeću masonske su se lože obično sastajale u posebnim prostorijama iznad gostionica, gdje su simbolički crteži korišteni u katehezi ispisivani kredom na stolu ili podu u središtu unajmljene prostorije. Ove crteže najčešće su izrađivali dvernik ili starješina. Dokazi ukazuju na to da je nacrtana jednostavna granica, poput kvadrata, pravokutnika ili križa, unutar koje su dodavani masonski simboli, često geometrijskog tipa, poput kruga ili pentagrama. U nekim ložama dvernik bi nacrtao osnovnu granicu, dok bi starješina dodao simboličke detalje. Kasnije su simbolički crteži obogaćeni dodatnim elementima, poput ljestava, košnica i pješčanog sata, a ponekad su fizički predmeti zamijenili nacrtane simbole. Nakon završetka rada, novi bi član često bio zadužen da krpom obriše crtež, simbolično demonstrirajući svoju obvezu čuvanja tajne.
Iako su velike lože tog razdoblja bile oprezne prema stvaranju trajnih prikaza rituala i simbola plave lože, praksa ponovnog crtanja simbola na svakom sastanku postupno je zamijenjena upotrebom uklonjivih "podnih krpa" oslikanih raznim simbolima. Ove su krpe omogućavale izlaganje određenih dijelova ovisno o radu koji se obavljao. Do druge polovice 18. stoljeća masonski simboli slikani su na različitim pokretnim materijalima, od mramornih ploča do platna, čime su postajali dekorativniji i složeniji u svom prikazu.

### Oslikane ploče
Tijekom 19. stoljeća trajne oslikane ploče za crtanje, često izrađene na platnu i uokvirene drvom, postale su široko rasprostranjene. Umjetnici su razvijali konkurentske dizajne, a mnoge lože naručivale su prilagođene ploče koje su, iako su slijedile zajedničke tematske motive, imale jedinstvene karakteristike. Neki su dizajni postali izuzetno popularni, što je rezultiralo ponavljanjem određenih omiljenih elemenata. Ploče Johna Colea i Josiaha Bowringa primjeri su dizajna koji su se često reproducirali zbog svoje popularnosti.
Engleski umjetnik John Harris započeo je s izradom ploča 1818. godine i stvorio mnoge serije, uključujući minijaturni set iz 1823. godine. Taj je set postao popularan nakon što ga je Harris posvetio princu Augustusu Fredericku, vojvodi od Sussexa i velikom majstoru Ujedinjene velike lože Engleske. Kako bi se unijela određena standardizacija u dizajn ploča za crtanje, Emulacijske loža poduke organizirala je natjecanje 1845. godine. Harris je poslao najmanje dva različita seta na natjecanje, od kojih je jedan pobijedio. Godine 1849. Harris je revidirao svoje pobjedničke nacrte, koji su postali poznati kao ploče za Emulacijski obred. Danas se ti nacrti smatraju standardnim u britanskom i Commonwealth masoneriji.

## Sastavni elementi
Vizualna kompozicija opisana u Masonskom regulatoru za prvi stupanj prikazuje usmjerenu perspektivu koja započinje pragom, omeđenim dvama stupovima: "J" na sjeveru i "B" na jugu. Ispred stupova nalaze se stepenice koje vode preko "mozaičkog pločnika" i usmjeravaju pogled prema timpanu Hrama. U ovom simbolički omeđenom prostoru elementi su precizno raspoređeni prema strogoj prostornoj logici. Na sjeveru i jugu nalaze se kamenje, alati, libela i visak; na istoku i zapadu kutnik i šestar; uz to, prisutna su tri prozora i trasirana ploča. Kompozicija uključuje Sunce i Mjesec, koji su ponekad prikazani među zvijezdama. Pravokutni oblik ove kompozicije često je uokviren "nazubljenom resom," čime se dodatno naglašava njezina simbolička struktura.

## Suvremena uporaba
Tapis služi kao referentni uzor i izvor, dostupan u raznim materijalima. Osim što djeluje kao "pomoć za pamćenje," tapis omogućuje provođenje didaktičkog rada, posebno usmjerenog na novoprimljenje članove. 
U francuskoj tradiciji tapis, odnosno ploča, ima ključnu ulogu u intelektualnom promišljanju, poznatom kao "simbolika," koje se razvija na različite načine ovisno o vremenu i mjestu. Svaki stupanj ima svoju specifičnu ploču, koja kroz nacrtane ili oslikane simbole sažima ključne pouke i simboliku tog stupnja.
U ložama pod okriljem Ujedinjene velike lože Engleske i mnogim nadležnostima koje potječu iz engleske tradicije slobodnog zidarstva, ploče za crtanje čine ključni dio opreme lože. One se ponekad izlažu ravno na podu, dok su u drugim slučajevima postavljene okomito na pijedestal ili zid. Komplet od tri ploče, često s klasičnim dizajnom, obično se čuva u posebnim kutijama za pohranu. Ploče za crtanje također postoje za određene dodatne stupnjeve, iako su ploče Kraljevskog luka uglavnom prestale biti u uporabi, a preostali primjerci postali su rijetkost. U stupnjevima majstora znaka i mornara kraljevske arke, kojima se upravlja iz Londona, ploče za crtanje doživjele su preporod od kraja 20. stoljeća. Objašnjenja ovih ploča ponovno su postala redovni dio službenih rituala u engleskim ložama.
Kako su različite jurisdikcije postupno uvodile službene ili standardizirane rituale, potreba za izradom novih ploča ili tapisa od strane umjetnika znatno je opala, a s vremenom su ih zamijenili standardizirani dizajni. Ipak, neki suvremeni masonski umjetnici eksperimentirali su s modernim interpretacijama ploča, prilagođavajući ih estetskim i simboličkim zahtjevima 21. stoljeća.